# Strobilanthes bilabiata
Strobilanthes bilabiata är en akantusväxtart som beskrevs av John Richard Ironside Wood. Strobilanthes bilabiata ingår i släktet Strobilanthes och familjen akantusväxter. Inga underarter finns listade i Catalogue of Life.